# Station Włostowo
Station Włostowo is een spoorwegstation in de Poolse plaats Chwałkowo.